# 4981 Sinyavskaya
4981 Sinyavskaya este un asteroid din centura principală, descoperit pe 12 noiembrie 1974 de Liudmila Cernîh.